# Bertonico
Bertonico – miejscowość i gmina we Włoszech, w regionie Lombardia, w prowincji Lodi.
Według danych na rok 2004 gminę zamieszkiwały 1113 osoby, 55,6 os./km².